# Shesha Palihakkara
Shesha Palihakkara (1928 - 12 juli 2009) was een Sri Lankaans balletdanser, acteur, regisseur en producent.
Shesha Palihakkara werd bekend als acrobaat in het stuk Matalan. Zijn eerste grote speelfilm was Rekava van Lester James Peries, dat werd voorgesteld op het Filmfestival van Cannes in 1957. Shesha Palihakkara was ook producer van de films Getawarayo (1964), Sarawita en Ranmuthu Duwa (1962).
In zijn dansen onderging hij de invloed van Chitrasenas, de meester-danser van het Nationaal Ballet van Sri Lanka. Hij gaf ook les aan talrijke bekende Sri Lankaanse dansers.